# The Album Leaf
The Album Leaf — американская пост-рок группа из Сан-Диего (Калифорния), основанная Джимми Лавалем.

## История
Гитарист из Сан-Диего Джимми Лаваль создал группу The Album Leaf на основе калифорнийских  пост-рок коллективов Tristeza и GoGoGo Airheart. Началом работы группы считается запись материала Джимми Лаваля, сделанная Майком Вермиллионом, гитаристом GoGoGo Airheart. Так появился первый альбом The Album Leaf – «An Orchestrated Rise to Fall», изданный в 1999 году. Получив гонорар за альбом, Лаваль купил оборудование для домашней студии, на которой впоследствии было записано немало композиций.
После летнего тура в поддержку первого альбома по южным городам США, Лаваль приступил к записи второго альбома – «One Day I'll Be on Time». Релиз, выпущенный в 2001 году, приметил Йоун Тоур Биргиссон, основатель группы Sigur Rós. Он попросил Лаваля поддержать его в американском турне. Совместные выступления резко увеличили популярность The Album Leaf. В 2003 году они провели серию общих концертов и в Европе, куда Лаваль отправился от группы один – на всех европейских выступлениях в этом туре он выступал сольно.  Естественно, что участники группы Sigur Rós, а также  Amiina, принимавшей участие в поездке, присоединялись к Лавалю на сцене и принимали участие в Джем-сейшнах.
Через какое-то время после окончания тура Йоун Тоур Биргиссон пригласил Лаваля поработать на студии в Исландии. The Album Leaf подписывают контракт с американской Sub Pop и немецкой City Slang студиями; в феврале 2004 года вышел альбом «In A Safe Place». С ним The Album Leaf выступили в США, странах Европы, Японии и Тайване. Некоторые композиции из альбома стали саундтреком для сериалов «C.S.I.: Место преступления Майами» и «Одинокие сердца».
12 сентября 2006 году у группы вышел четвертый альбом «Into The Blue Again».
В 2008 году группа написала для Международного кинофестиваля в Сиэтле саундтрек к немому фильму 1927 года «Восход солнца» Фридриха Мурнау.
Пятый студийный альбом «A Chorus of Storytellers» также был записан и сведен на исландской студии. После этого группа выпустила несколько релизов и саундтреков к документальным и короткометражным фильмам.
В 2013 году Джимми Лаваль выпустил совместный диск с Марком Козелеком, основателем Sun Kil Moon.

## Дискография

### Альбомы
- 1999: An Orchestrated Rise to Fall (Music Fellowship)
- 2001: One Day I’ll Be On Time (Tiger Style)
- 2004: In a Safe Place (Sub Pop)
- 2006: Into the Blue Again (Sub Pop)
- 2010: A Chorus of Storytellers (Sub Pop)
- 2016: Between Waves (Relapse Records)

### Синглы
- 2001: In An Off White Room (7’’, Troubleman Unlimited)
- 2002: Collaboration Series No. 1 (совместно с The Bright Eyes, Better Looking Records))
- 2003: Seal Beach (7’’, Acualera Discos)
- 2004: The Outer Banks (7’’, City Slang)
- 2003:Collaboration Series No. 2 (совместно с Her Space Holiday, Better Looking Records)
- 2005: Red Tour (EP., Eigenproduktion)
- 2007: Green Tour (EP, Eigenproduktion)
- 2010: Falling from the Sun (MCD, Sub Pop
- 2010: There Is a Wind (12’’, Sub Pop)
- 2012: Forward/Return (MCD, Eigenproduktion)
- 2013: Adrift (Download-Single, Eigenproduktion)

### Другое
- 2002: A Lifetime or More! (совместно с On!Air!Library!, Arena Rock)
- 2012: Torey’s Distraction (саундтрек) (Eigenproduktion)
- 2013: Perils from the Sea (совместно с Sun Kil Moon, High Note Records)